# Episodi di Bones (undicesima stagione)
L'undicesima stagione della serie televisiva Bones è stata trasmessa in prima visione assoluta negli Stati Uniti d'America da Fox dal 1º ottobre 2015 al 21 luglio 2016. Il quinto episodio della stagione costituisce la prima parte di un crossover con la serie Sleepy Hollow e si conclude nel quinto episodio della terza stagione di quest'ultima.
In Italia la stagione è stata trasmessa in prima visione assoluta su TOP Crime dal 22 settembre al 1º dicembre 2016.
| nº | Titolo originale                   | Titolo italiano              | Prima TV USA     | Prima TV Italia   |
| -- | ---------------------------------- | ---------------------------- | ---------------- | ----------------- |
| 1  | The Loyalty in the Lie             | Somiglianze                  | 1º ottobre 2015  | 22 settembre 2016 |
| 2  | The Brother in the Basement        | Ritorno al Jeffersonian      | 8 ottobre 2015   | 22 settembre 2016 |
| 3  | The Donor in the Drink             | Le ceneri scomparse          | 15 ottobre 2015  | 29 settembre 2016 |
| 4  | The Carpals in the Coy-Wolves      | Il pasto dei lupi            | 22 ottobre 2015  | 29 settembre 2016 |
| 5  | The Resurrection in the Remains    | Esperimenti mortali          | 29 ottobre 2015  | 6 ottobre 2016    |
| 6  | The Senator in the Street Sweeper  | Il senatore nella spazzatura | 5 novembre 2015  | 6 ottobre 2016    |
| 7  | The Promise in the Palace          | La scimmia ubriaca           | 12 novembre 2015 | 13 ottobre 2016   |
| 8  | High Treason in the Holiday Season | Alto tradimento              | 19 novembre 2015 | 13 ottobre 2016   |
| 9  | The Cowboy in the Contest          | Cowboy contemporanei         | 10 dicembre 2015 | 20 ottobre 2016   |
| 10 | The Doom in the Boom               | Un'esplosione di paura       | 10 dicembre 2015 | 20 ottobre 2016   |
| 11 | The Death in the Defense           | Difesa d'ufficio             | 14 aprile 2016   | 27 ottobre 2016   |
| 12 | The Murder of the Meninist         | Superstizioni sessiste       | 21 aprile 2016   | 27 ottobre 2016   |
| 13 | The Monster in the Closet          | La madre ideale              | 28 aprile 2016   | 3 novembre 2016   |
| 14 | The Last Shot at a Second Chance   | Una seconda occasione        | 5 maggio 2016    | 3 novembre 2016   |
| 15 | The Fight in the Fixer             | Non tutto è come sembra      | 12 maggio 2016   | 10 novembre 2016  |
| 16 | The Strike in the Chord            | Note stonate                 | 19 maggio 2016   | 10 novembre 2016  |
| 17 | The Secret in the Service          | Servizi segreti              | 26 maggio 2016   | 17 novembre 2016  |
| 18 | The Movie in the Making            | Il primo piano               | 2 giugno 2016    | 17 novembre 2016  |
| 19 | The Head in the Abutment           | Omicidio sul ghiaccio        | 16 giugno 2016   | 24 novembre 2016  |
| 20 | The Stiff in the Cliff             | Il cadavere nel crepaccio    | 23 giugno 2016   | 24 novembre 2016  |
| 21 | The Jewel in the Crown             | I gioielli della corona      | 14 luglio 2016   | 1º dicembre 2016  |
| 22 | The Nightmare Within the Nightmare | Incubi                       | 21 luglio 2016   | 1º dicembre 2016  |

## Somiglianze
- Titolo originale: The Loyalty in the Lie
- Diretto da: Randy Zisk
- Scritto da: Jonathan Collier

### Trama
Sono passati sei mesi da quando Booth e Brennan hanno lasciato i rispettivi lavori all'FBI e al Jeffersonian. Brennan ha dato alla luce il suo secondo bambino, chiamato Hank come il nonno di Booth, e ha scritto un nuovo romanzo, mentre Booth ora addestra le reclute dell'FBI. La squadra del Jeffersonian viene chiamata per un corpo bruciato all'interno di un furgone e inizialmente si pensa che si tratti di Booth quando la sua pistola viene trovata sulla scena e dopo aver esaminato i resti, che presentano segni di abusi infantili. Brennan, molto preoccupata, si precipita al Jeffersonian per occuparsi personalmente del riesame e scopre che il corpo non è di Booth. Inoltre manifesta il suo disappunto per la gestione del laboratorio in sua assenza (infatti il suo posto era stato preso da Arastoo e la percentuale di casi irrisolti è aumentata). L'agente Aubrey è costretto a lavorare con l'agente Grace Miller delle Indagini Interne che respinge l'idea della scomparsa di Booth e lo aggiunge alla lista dei sospetti per l'omicidio. Brennan conclude che il corpo è di Jared Booth, il fratello di Seeley. Aubrey e Miller fanno visita a Kevin O'Donnell, un caro amico di Jared, ma non collabora. Il team scopre che Booth e altri quattro stavano rintracciando un signore della droga. L'FBI perquisisce la casa di quest'ultimo e trova tre uomini morti nell'ufficio principale e la cassaforte vuota. Arastoo ha comprato un anello per fare la proposta di matrimonio a Cam, ma vengono interrotti da Hodgins. Successivamente Angela conferma che Booth era presente sulla scena poiché molto del suo sangue è stato rinvenuto lì. Caroline scopre che l'agente Miller ha nascosto che anche il suo partner è scomparso e consiglia ad Aubrey di indagare. Booth cauterizza le proprie ferite e viene rivelato che sta lavorando con Kevin e gli altri e che hanno rubato i soldi dalla cassaforte per poterli scambiare.
- Note.
  - David Boreanaz, l'interprete di Seeley Booth, si era ammalato finendo in ospedale, perciò gli sceneggiatori si sono dovuti inventare la storyline della scomparsa del personaggio per permettergli di guarire completamente.
  - La combinazione della cassaforte di Booth è 447, un numero ricorrente nel corso dell'intera serie e apparso, ad esempio, nel duecentesimo episodio, il cui significato verrà spiegato solo nell'ultimo episodio della serie.

- Ascolti USA: telespettatori 6 200 000[1]

## Ritorno al Jeffersonian
- Titolo originale: The Brother in the Basement
- Diretto da: Dwight Little
- Scritto da: Michael Peterson

### Trama
In un flashback si vedono Booth, Kevin e gli altri distruggere le prove e bruciare il furgone con il corpo di Jared all'interno. Booth insiste che deve essere lui a farlo. Nel presente, l'agente Miller ammette ad Aubrey e Caroline che il suo partner scomparso Richard aveva un elenco stampato di agenti sotto copertura dell'FBI. La squadra rinviene un dito mozzato della fidanzata di Richard, Chloe, che era trattenuta in cambio del riscatto per la lista, nel suo congelatore. Dopo aver recuperato le prove, la squadra scopre i corpi di Richard e Chloe. Al Jeffersonian arriva il dottor Benjamin Metzger, un analista forense digitale dell'FBI, per aiutare Angela. Tuttavia, le prove indicano che è stato proprio quest'ultimo a uccidere Richard e Chloe per ottenere l'elenco. Brennan si fa rivelare da Metzger la posizione di Booth. Nel magazzino in cui è nascosto, Booth continua a curare le proprie ferite mentre gli altri aspettano di vendere la lista per 4 milioni di dollari. Kevin riceve un messaggio da Metzger che dice che Booth è dell'FBI e che deve ucciderlo o l'affare salta; Kevin non vuole uccidere Booth, ma poi scoppia una colluttazione e Kevin viene ucciso. La squadra SWAT irrompe e Booth si riunisce con Brennan, scusandosi per non averle detto la verità. In ospedale, dopo aver subito un intervento, Brennan gli comunica che riprenderà il suo posto al Jeffersonian e gli dice che anche lui dovrebbe tornare all'FBI perché salvare vite è ciò che lui ha sempre voluto fare. Nel frattempo, Arastoo lascia Cam perché vuole andare avanti e non restare un tirocinante per sempre, perciò ha intenzione di cercare un altro impiego come capo antropologo forense altrove, e rimanere con lei significherebbe che dovrebbe seguirlo ovunque lo prenderanno e non vuole che lei ce l'abbia con lui per questo.
- Ascolti USA: telespettatori 5 900 000[2]

## Le ceneri scomparse
- Titolo originale: The Donor in the Drink
- Diretto da: Michael Lange
- Scritto da: Hilary Weisman Graham

### Trama
Booth e Brennan tornano ai rispettivi lavori all'FBI e al Jeffersonian; indagano sulla morte di un uomo, identificato come Lloyd Nesbit, un inventore miliardario, trovato in un allevamento ittico e i cui organi sono stati asportati e venduti al mercato nero. Booth cerca di riadattarsi, anche se scopre che il suo ufficio è stato occupato da Aubrey, ed è frustrato poiché le ceneri di suo fratello sembrano scomparse. Nel frattempo, Hodgins incoraggia Angela a esporre le sue fotografie, e organizza una mostra al "Founding Fathers" a cui si presenta anche Sebastian Kohl, noto giornalista/fotografo che, ammirato, le consiglia di continuare a sviluppare il suo talento. Le indagini stabiliscono che a uccidere l'uomo con un pezzo di auto è stato il suo collaboratore, il quale ha anche venduto i suoi organi al mercato nero. Alla fine dell'episodio, Booth scopre che è stata la figlia a prendere la scatola contenente le ceneri di Jared, per usarla come scaletta per riuscire a entrare nella culla del fratellino.
- Ascolti USA: telespettatori 5 790 000[3]

## Il pasto dei lupi
- Titolo originale: The Carpals in the Coy-Wolves
- Diretto da: Randy Zisk
- Scritto da: Gene Hong

### Trama
Un padre e un figlio a caccia scoprono un corpo smembrato e distrutto dai coyote in un bosco. La vittima era un agente immobiliare, ma anche un campione di "fanta football" americano, alle cui competizioni sembrano essere collegati molti sospettati. L'assassino si rivelerà essere l'amministratore di tali competizioni. Brennan chiede aiuto all'antropologa forense Beth Mayer, che fornisce diversi contributi al caso. Nel frattempo, Booth è infastidito dal fatto che la moglie abbia ucciso nel suo ultimo romanzo il suo alter ego letterario, l'Agente Speciale Andy Lister; il tirocinante Oliver Wells confida a Hodgins di soffrire di disfunzione erettile.
- Altri interpreti: Betty White (dott.ssa Beth Mayer)
- Ascolti USA: telespettatori 6 060 000[4]

## Esperimenti mortali
- Titolo originale: The Resurrection in the Remains
- Diretto da: Chad Lowe
- Scritto da: Mary Trahan

### Trama
Ad Halloween il team del Jeffersonian trova in una chiesa abbandonata il cadavere di una ragazza, una studentessa di medicina, sotto le assi del pavimento, e accanto a lei la tomba vecchia di 200 anni con il simbolo di una runa nordica inciso sopra; il simbolo raffigura un comandante delle forze britanniche della Guerra d'Indipendenza a cui manca la testa. Alla notizia della doppia scoperta, arrivano da Westchester l'Agente dell'FBI Abbie Mills e Ichabod Crane. Una volta ritrovata la testa mancante, gli esami rivelano che è lo strumento utilizzato dal fidanzato della ragazza per ucciderla.
- Altri interpreti: Nicole Beharie (Abbie Mills), Tom Mison (Ichabod Crane)
- Note. L'indagine si conclude nell'episodio intitolato Gli zombie non parlano della terza stagione di Sleepy Hollow che vede la partecipazione, in qualità di special guest stars, di Emily Deschanel (Temperance Brennan) e David Boreanaz (Seeley Booth).

- Ascolti USA: telespettatori 6 570 000[5]

## Il senatore nella spazzatura
- Titolo originale: The Senator in the Street Sweeper
- Diretto da: Steve Robin
- Scritto da: Emily Silver

### Trama
Nella spazzatura viene trovato il corpo di un Senatore; il caso conduce Booth e Brennan fino a Capitol Hill. Tra i sospettati ci sono la moglie della vittima e il capogruppo di maggioranza. L'assassino si rivelerà essere l'assistente del Senatore, che era anche l'amante della moglie. Caroline fa eseguire ad Aubrey un controllo sui precedenti della tirocinante Jessica Warren, da cui viene fuori che all'università lei si era unita a Greenpeace ed era stata coinvolta nell'esplosione di un ordigno durante una protesta. Dopo qualche tentennamento lui accetta il suo passato perché l'ha resa la persona che è oggi, e alla fine la porta a cena fuori: sembra che tra i due stia nascendo più di un'amicizia. Inoltre, Aubrey informa Booth delle sue ambizioni politiche in futuro.
- Ascolti USA: telespettatori 5 340 000[6]

## La scimmia ubriaca
- Titolo originale: The Promise in the Palace
- Diretto da: Jeannot Szwarc
- Scritto da: Joe Hortua

### Trama
Alcuni ciclisti trovano nei boschi il corpo di una vittima, che si scopre essere una prestigiatrice. Booth e Brennan indagano al Magic Palace, il luogo in cui lavorava la vittima e vari sospetti riconducono all'interno della comunità di prestigiatori. Nel frattempo, Sebastian Kohl torna a lavorare con Angela sulla sua fotografia e in seguito chiede a Cam di uscire, ma lei non è sicura di essere pronta per una relazione dopo la sua rottura con Arastoo. Si scopre che l'assassino è proprio il proprietario del Magic Palace che aveva presa sotto la sua ala la vittima, ma quando aveva scoperto che la donna se ne voleva andare, aveva perso la testa strangolandola con un lucchetto. Alla fine Cam cerca di andare avanti accettando l'invito di Sebastian.
- Ascolti USA: telespettatori 5 160 000[7]

## Alto tradimento
- Titolo originale: High Treason in the Holiday Season
- Diretto da: Anne Renton
- Scritto da: Jon Cowan

### Trama
Il team indaga sulla morte di una giornalista politica, trovata in un laghetto di un campo da golf, che aveva pubblicato documenti che denunciavano la corruzione nell'NSA. A collaborare alle indagini arriva un Agente dell'agenzia che si rivela essere sia la fonte della giornalista sia il suo assassino, venendo anche arrestato per tradimento. Nel frattempo, il primo figlio di Booth, Parker, torna da Londra chiamato da Brennan per fare una sorpresa al marito, e il gruppo del Jeffersonian festeggia insieme il Ringraziamento. Angela rivela a Brennan il suo desiderio di avere un altro bambino.
- Ascolti USA: telespettatori 5 250 000[8]

## Cowboy contemporanei
- Titolo originale: The Cowboy in the Contest
- Diretto da: Chad Lowe
- Scritto da: Karine Rosenthal

### Trama
Un corpo viene portato al Jeffersonian e dall'aspetto sembra si tratti di un cowboy ma in realtà è un ragioniere che partecipava a gare di tiro al bersaglio con fucili d'epoca e costumi da cowboy. Booth e Brennan vanno sotto copertura nei panni di Buck e Wanda in una di queste gare in stile Vecchio West, competendo uno contro l'altra mentre cercano di scovare l'assassino; è proprio in questo ambiente che l'uomo è stato ucciso dall'amante del proprietario che aveva minacciato di dire tutto alla moglie. Nel frattempo, Cam continua la sua relazione con Sebastian e Hodgins confessa ad Angela che non è pronto per altri figli essendo appagato dalla famiglia che ha.
- Ascolti USA: telespettatori 4 630 000[9]

## Un'esplosione di paura
- Titolo originale: The Doom in the Boom
- Diretto da: Michael Lange
- Scritto da: Keith Foglesong

### Trama
Un corpo viene trovato in un parcheggio; quando Cam, Hodgins e Aubrey vanno sulla scena per esaminarlo si accorgono che all'interno c'è una bomba che esplode uccidendo diversi poliziotti: Cam si salva perché lontana dal corpo e Hodgins viene protetto da Aubrey che riporta gravi ferite. Mentre Hodgins sembra guarire rapidamente, Aubrey è in condizioni più critiche e necessita di un intervento chirurgico. Al Jeffersonian arriva Arastoo accorso per accertarsi delle condizioni di Cam e per dare una mano; si scopre che anche l'uomo - bomba era un poliziotto. Booth viene affiancato dalla stravagante analista comportamentale Karen Delfs per elaborare il profilo del possibile colpevole. Alla fine si risale a due ragazzi, uno dei quali aveva il padre poliziotto che beveva e lo picchiava. Dopo aver risolto il caso, Arastoo confessa a Cam che la ama ancora e che andarsene è stato un errore, ma lei gli dice che al momento sta frequentando una persona. Il loro leggero imbarazzo è interrotto dall'urlo terrorizzato di Angela: Hodgins è svenuto all'improvviso. All'ospedale, la squadra viene informata che Hodgins è paralizzato dalla vita in giù a causa del trauma subito dall'esplosione della bomba.
- Ascolti USA: telespettatori 4 420 000[9]

## Difesa d'ufficio
- Titolo originale: The Death in the Defense
- Diretto da: Arlene Sanford
- Scritto da: Kendall Sand

### Trama
Otto settimane dopo l'esplosione della bomba, Hodgins torna al Jeffersonian su una sedia a rotelle, desideroso di rientrare al lavoro, ma si rende conto di doversi adattare a un ambiente non attrezzato per un disabile e si sente impotente e frustrato. Malgrado le sue elevate capacità, che lo rendono una risorsa preziosa, Cam decide di rimandarlo a casa in modo che il suo lavoro non interferisca con la sua guarigione. Tuttavia, in seguito riconsidera la sua decisione e lo lascia tornare perché capisce che ha bisogno di uno scopo. Quella sera, lui riceve una chiamata dalla sua dottoressa che gli dice che non camminerà mai più poiché non c'è connettività neurale e lo nasconde ad Angela. Brennan e Booth indagano sulla morte di un difensore pubblico che aveva molti clienti con un buon motivo per ucciderla, e Brennan si preoccupa per Hodgins.
- Ascolti USA: telespettatori 4 400 000[10]

## Superstizioni sessiste
- Titolo originale: The Murder of the Meninist
- Diretto da: Ian Toynton
- Scritto da: Hilary Weisman Graham

### Trama
All'interno di una macchina viene rinvenuto il corpo bruciato di un uomo: all'inizio si pensa che sia stato un incidente ma più tardi si scopre che è stato prima ucciso e poi messo nella macchina. I sospetti si indirizzano verso l'associazione sessista per i diritti degli uomini fondata dalla vittima. Nel corso dell'interrogatorio del co-fondatore dell'organizzazione, Brennan gli dà un pugno dopo che lui ha espresso commenti misogini nei suoi confronti. A uccidere la vittima è stata l'ex moglie per poter avere il mantenimento, con la complicità del suo amante. Nel frattempo, l'atteggiamento freddo, rancoroso e sarcastico di Hodgins provocato dalla sua paralisi mette a dura prova sia l'ambiente in laboratorio che il suo rapporto con Angela, che è costretta a subirlo in prima persona e fa del suo meglio per stargli accanto. Booth crede che Brennan attiri la sfortuna nelle partite dei Philadelphia Flyers.
- Ascolti USA: telespettatori 4 380 000[11]

## La madre ideale
- Titolo originale: The Monster in the Closet
- Diretto da: Randy Zisk
- Scritto da: Michael Peterson

### Trama
Il cadavere di un'assistente sociale trovato in un parco per famiglie presenta indizi che suggeriscono che l'assassino abbia vissuto con esso per almeno sei mesi prima di abbandonarlo; inoltre, indossa un abito e ha accessori vintage, quindi l'assassino l'ha anche "travestito", e le ossa mostrano fori di trapano in alcuni punti. Mentre Booth e Aubrey consultano l'analista comportamentale Karen Delfs, Arastoo, assunto da Brennan come consulente esterno, spiega a quest'ultima che i segni sullo scheletro sono gli stessi di quelli su un gruppo di ossa non identificate conservate nel Limbo e da lui stesso catalogate nel periodo di congedo di Brennan. Ciò fa dedurre che si tratta di un serial killer che usa i cadaveri come marionette. Cam prova sentimenti contrastanti per la presenza di Arastoo, ma ammette con Angela che è bello averlo attorno, avendo deciso di lasciare Sebastian. Angela è esausta e frustrata per il comportamento di Hodgins: ormai litigano molto spesso e non riescono più a comunicare. Brennan si dà la colpa per essere andata in congedo tempo prima, perché se fosse rimasta forse il killer non avrebbe continuato a uccidere; lei e Booth sono anche impegnati sul fronte domestico, in quanto la figlia Christine ha incubi notturni su un presunto mostro nell'armadio. L'episodio si chiude con un'inquadratura su un uomo incappucciato che sta visionando al computer le riprese della telecamera nascosta a casa di uno dei sospettati, in cui i membri del Jeffersonian si erano recati alla ricerca di prove.
- Ascolti USA: telespettatori 4 380 000[12]

## Una seconda occasione
- Titolo originale: The Last Shot at a Second Chance
- Diretto da: David Grossman
- Scritto da: Emily Silver

### Trama
Aubrey e Jessica tentano di baciarsi ma finiscono per darsi una testata. Al Jeffersonian arriva il cadavere di una donna trovata sommersa dal fango, è un'ex detenuta che frequentava un centro di riabilitazione per tossicodipendenti. Uno dei sospettati è un ragazzo conosciuto da Booth in prigione. L'assassino si rivelerà essere il gestore del centro. Brennan compare davanti a una Commissione dell'FBI per aver aggredito con un pugno un sospettato (nell'episodio "Superstizioni sessiste") e riceve sei mesi di libertà vigilata sotto la supervisione di Booth. Hodgins è nella fase in cui ignora Angela e lei sente che la sta allontanando, riconoscendo che non è più l'uomo di cui si è innamorata, e fa un sogno spinto su Sebastian. Hodgins si rende conto del modo in cui l'ha trattata recentemente e, credendo di non meritarsela, le chiede il divorzio cedendole anche tutti i suoi beni, ma lei si rifiuta dicendo che questa è una scelta da vigliacchi e che la vita è dura ma le cose si superano insieme, allora si riappacificano. Mentre mangiano un gelato per strada, Aubrey e Jessica parlano del fatto che entrambi vorrebbero fare un passo avanti nella loro relazione, ma finora hanno avuto paura e non è mai arrivato il momento giusto; a un certo punto lei rischia di essere investita da un'auto, lui la salva gettandola a terra di lato e finalmente, sul marciapiede, si baciano.
- Ascolti USA: telespettatori 4 290 000[13]

## Non tutto è come sembra
- Titolo originale: The Fight in the Fixer
- Diretto da: Silver Tree
- Scritto da: Joe Hortua

### Trama
Dopo che dal Potomac viene ripescato un cadavere completamente ricoperto di ghiaccio, il team scopre che la vittima era sia un investigatore privato che un "risolutore di problemi" (infatti aiutava le persone ricattate); ciò rende molto più ampio il bacino dei sospettati. Al laboratorio l'atmosfera è più distesa poiché Hodgins sta finalmente tornando quello di prima, allegro, curioso e disponibile, e per farsi perdonare il suo recente comportamento verso Angela le regala dei gioielli. Quest'ultima, pur apprezzando i suoi gesti, pensa tuttavia che il marito si stia sforzando troppo, e di comune accordo cedono i monili a Cam. Aubrey è colto alla sprovvista da un invito a uscire da parte di Karen Delfs, la quale gli comunica che sarà trasferita a Kansas City. Brennan e Booth commentano orgogliosi la pagella di Christine, e successivamente Brennan fa una scommessa con il tirocinante Oliver Wells dopo che quest'ultimo le insinua il dubbio che la figlia possa aver barato nel voto di arte, e Hodgins viene incaricato di effettuare dei test per averne la certezza scientifica. Alla fine dell'episodio, Aubrey legge il file riguardante suo padre (fuggito all'estero anni prima dopo aver truffato molti clienti con uno schema Ponzi) scoprendo che è tornato negli Stati Uniti e lo sta cercando.
- Ascolti USA: telespettatori 4 260 000[14]